# Athetis interstincta
Athetis interstincta är en fjärilsart som beskrevs av Moore 1882. Athetis interstincta ingår i släktet Athetis och familjen nattflyn. Inga underarter finns listade i Catalogue of Life.